# Île Mudou
L''île Mudou (Chinois traditionnel: 目斗嶼; pinyin: Mùdòu Yǔ)) est une île de l'archipel des Pescadores, , située dans le détroit de Taiwan, sur la mer de Chine méridionale et au large de la côte ouest de Taiwan.